# Super Discount
Super Discount – autorski album kompilacyjny Étienne’a de Crécy’ego wydany we Francji w 1997 przez belgijską wytwórnię Different. Na kompilację składa się 11 utworów. Twórcami większości utworów są Étienne de Crécy i Alex Gopher. Utwory reprezentują takie gatunki muzyki elektronicznej jak house, czy deep house.

## Lista utworów
| Lp. | Wykonawca                            | Tytuł                     | Czas  |
| --- | ------------------------------------ | ------------------------- | ----- |
| 1.  | Minos Pour Main Basse (Sur La Ville) | Le Patron Est Devenu Fou! | 10:07 |
| 2.  | Étienne de Crécy                     | Prix Choc                 | 8:39  |
| 3.  | Alex Gopher                          | Super Disco               | 6:25  |
| 4.  | Air                                  | Soldissimo (EDC Remix)    | 5:24  |
| 5.  | La Chatte Rouge                      | Affaires A Faire          | 5:15  |
| 6.  | Minos Pour Main Basse (Sur La Ville) | Tout Doit Disparaître     | 5:24  |
| 7.  | DJ Tall                              | Tout A 10 Balles          | 0:09  |
| 8.  | Étienne de Crécy                     | Liquidation Totale        | 6:18  |
| 9.  | Mooloodjee                           | Les 10 Jours Fous         | 8:04  |
| 10. | Alex Gopher                          | Destockage Massif         | 3:36  |
| 11. | Mr. Learn                            | Fermeture Définitive      | 0:16  |